# .ga
.ga е интернет домейн от първо ниво за Габон. Администрира се от Телекома на Габон. Представен е през 1994 г. Сайта за регистриране е www.nic.ga.